# Apamea finitima
Apamea finitima är en fjärilsart som beskrevs av Achille Guenée 1852. Apamea finitima ingår i släktet Apamea och familjen nattflyn. Inga underarter finns listade i Catalogue of Life.